# Aiguesa
Aiguesa (en francès Aiguèze) és un municipi francès del departament del Gard, a la regió d'Occitània. Aquest municipi pertany a l'associació Els pobles més bonics de França.